# Рококо
Рококо (на френски: rococo, от френски: rocaille – раковина) е стил в изобразителното изкуство и архитектурата, възникнал в началото на 18 век във Франция. Разпространява се главно в Западна и Централна Европа, но също така и в Русия. След Франция най-широко приложение стилът намира в Германия. Отличава се с грациозност, лекота и интимно-кокетен характер. Заменя тежкия Барок. Рококото е логически резултат от неговото развитие, но в същото време е и негов антипод. Докато Барокът въплъщава монументалната тържественост, Рококо предпочита изяществото и лекотата. Тъмните, пищни цветове, тежката позлата на бароковия декор се сменят със светли тонове – розово, синьо, зелено и бяло. Към средата на 18 век Рококото постепенно заглъхва, за да отстъпи място на Неокласицизма.

## Архитектура
Като архитектурни произведения в този стил могат да бъдат посочени дворецът Шарлотенбург в Потсдам, Швецинген (хотел „Златен лъв“ известен като любимо място на френската кралица Мария-Антоанета) в Германия, дворецът Шьонбрун в Австрия и други.
От архитектурата в стил Рококо са запазени примери на интериорна украса на дворците.
Изключителни образци на парковото строителство в стил Рококо са Пейнсвик във Великобритания и градината Боболи към двореца Пити във Флоренция.
По отношение на архитектурата стилът Рококо има и монументална насоченост.

## Живопис
За живописта са характерни митологичните, пасторални и еротични сюжети, изображенията на увеселения, балове и забави.
Идейна основа на стила е вечната младост и красота, галантното и меланхолично изящество, стремежът за бягство от реалността към природната идилия и селските радости. На мястото на представителността на Барока идва камерността, изискана декоративността, причудливата игра на формите. Най-ярко живописта на Рококо се проявява във Франция и Италия. Вместо контрастите и ярките цветове в живописта появява друга гама на цветове, леки пастелни тонове, розови, сини, охра.
За първи път черти на този стил се проявяват в творчеството на Жан-Антоан Вато, у когото главната тема са галантните общества.
- Картини стил рококо
- Жан-Антоан Вато. „Отплаване на остров Цитера“ (1721)
- Никола Ланкре. „Танцуващата Мари Ан Камарго“ (ок. 1730)
- Франсоа Буше. „Вулкан връчва на Венера доспехите на Еней“ (1757)
- Фрагонар. „Люлка“ (1767)
- Джовани Батиста Тиеполо. Алегорическа рисунка на плафона на Вюрцбургската резиденция.

Сред най-изявените представители на стила във Франция са Франсоа Буше, Оноре Фрагонар и Никола Ланкре.
Майстор на Рококото в Италия е Помпео Бочони, но най-крупният представител там е Джовани Батиста Тиеполо. Тиеполо  отделя голямо внимание на фреските и на изписването на сводове и стени.
През периода има художници с особена специализация, наречени „квадратуристи“. Те изобразяват илюзорни архитектурни форми, служещи за обрамчване. В този случай нарисуваното на плоскост от разстояние изглежда като скулптура.

## Скулптура
Декоративна скулптура, чиято цел е не толкова да бъде самостоятелно изкуство, колкото да служи като украса на екстериора и интериора на дворците и алеите на парковете. Отличава си с причудливи форми. Често използвана е формата на раковината, откъдето произлиза и името на самия стил.
- Скулптура и декоративно-приложно изкуство
- „Амур“ Етиен Морис Фалконе.
- „Амур“ Бошардон.
- Ескиз на легло.
- Гравюра от А. Авелин 1736
- Гравюра от А. Авелин, лист 4, 1736

## Порцелан
.
Характерни за Рококото са луксозни порцеланови съдове, статуетки на хора, птици и животни, глазирани в бяло и оцветени с бои. Сред известните майстори на порцелана е Йоахим Кандлер.
Стилът Рококо се проявява и в ювелирното изкуство бижутерията, художествено изработените мебели и модата.